# Hiromi Ikeda
Hiromi Ikeda (池田 浩美 Ikeda Hiromi?), född 22 december 1975, är en japansk tidigare fotbollsspelare.
Hiromi Ikeda debuterade för japans landslag den 8 juni 1997 i en 1–0-vinst över Kina. Hon spelade 119 landskamper för det japanska landslaget. Hon deltog bland annat i fotbolls-VM 1999, fotbolls-VM 2003, fotbolls-VM 2007, OS 2004 och OS 2008.